# Acfredo II de Carcassona
Acfredo II de Carcassona também conhecido como Egifredo e como Acfredo I da Aquitânia (Carcassona, França, 860 — 933) foi conde de Carcassona duque da Aquitânia entre 926 e 927 e conde de Auvérnia, Bourges e Mâcon.

## Relações Familiares
Foi filho de Acfredo I de Carcassona (c. 820 - 906), conde de Razès e de Carcassona de Adelinda de Auvérnia, filha de Bernardo Plantevelue. Com sua esposa gerou:
1. Arsinda de Carcassona, condessa herdeira de Carcassona e de Razès (900 — 970) casou com o conde Arnaldo I de Cominges.